# Tunnel de Peloritana
Le tunnel de Peloritana est un tunnel ferroviaire à double voie de la ligne Palerme-Messine construit pour remplacer la section difficile du col entre Messine et Villafranca Tirrena. Ce dernier comprenait un tunnel de base de 5 345 mètres. Avec ses 12 817 mètres, c'est le plus long tunnel ferroviaire de Sicile.

## Histoire
La ligne Messine-Palerme a souffert depuis sa construction d'un itinéraire difficile en raison de la présence des monts Péloritains immédiatement derrière la ville de Messine. Les montagnes étaient traversées par une simple voie ferré en montée et d'un tunnel de base de 5 345 mètres ouvert à la circulation en 1890, avec une pente proche de 30 pour mille, qui nécessitait l'utilisation d'une locomotive à poussée ou à double traction pour les trains les plus lourds. Malgré l'électrification de la ligne après la Seconde Guerre mondiale, l'exploitation ferroviaire a toujours été affectée négativement à la fois par la voie simple et par le tronçon lui-même ; le projet de modernisation, bien que déjà préparé dans les années 1960, n'a été achevé qu'à la fin des années 1980 avec le début des travaux d'excavation.
Après un peu moins de quinze ans depuis le début des travaux le 29 novembre 2001, un nouveau tronçon ferroviaire à double voie est officiellement inauguré, même s'il était déjà actif depuis 1999 en exploitation provisoire, qui entre, peu après la sortie de la gare de Messine Scalo, directement dans le nouveau tunnel de base de 12 817 mètres de long qui passe sous les monts Péloritains et débouche directement à proximité de la gare de Villafranca Tirrena. Le long tunnel, qui s'étend entre le km 213,257 et le km 226,074 de la ligne Messine-Palerme, a été construit dans le respect des règles de sécurité les plus restrictives avec éclairage intérieur, niches d'abri, téléphones fixes tous les 500 mètres et câble continu fendu pour la transmission dans la galerie. Il est également équipé d'un système d'évacuation d'eau,.
La galerie a été construite par un consortium de sociétés appelé « Ferrofir » composé des sociétés Astaldi, Di Penta et Impregilo.